# Robert Fuchs

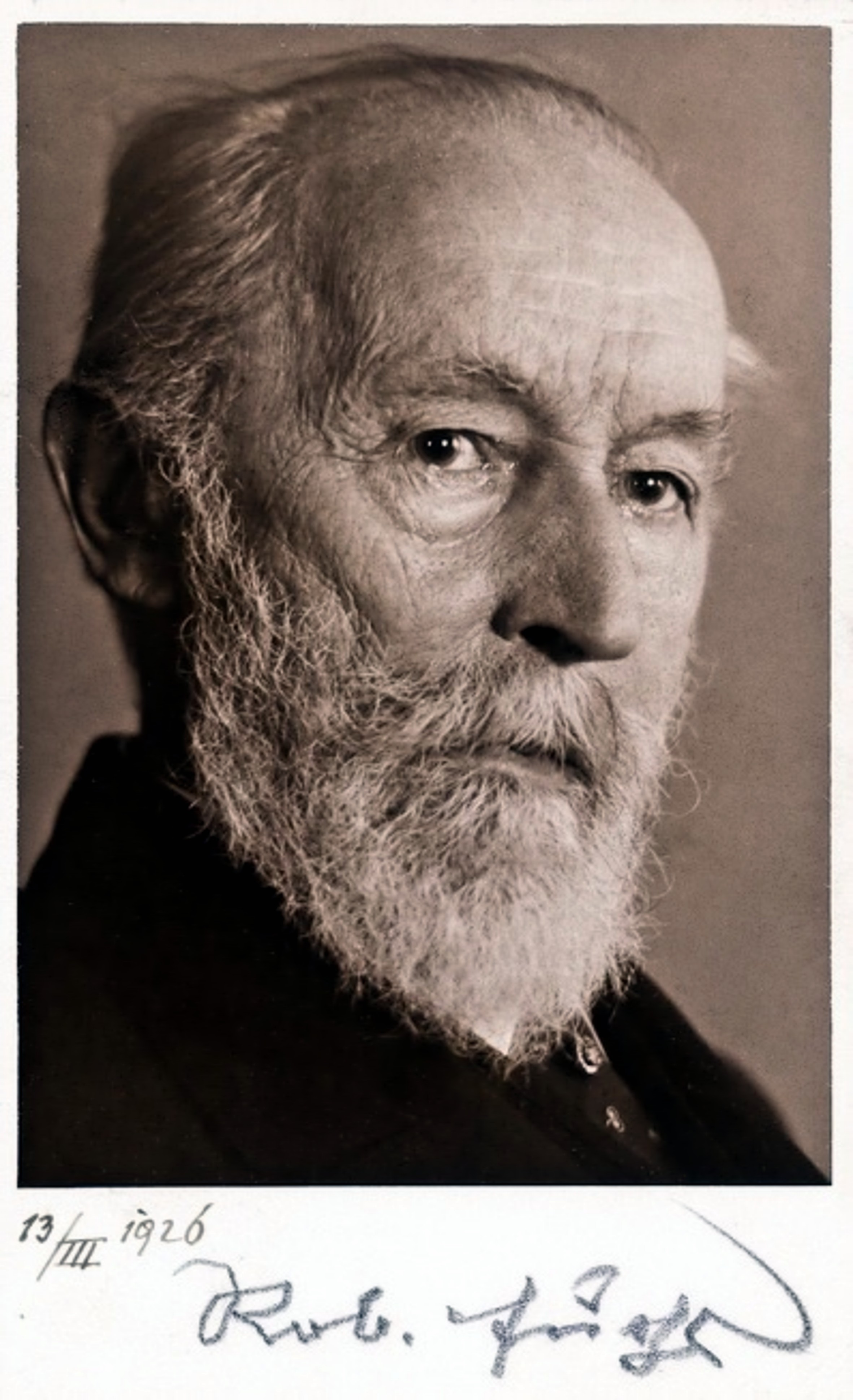
Robert Fuchs, 1926.

Robert Fuchs, född den 15 februari 1847 i Frauental, Steiermark, död den 19 februari 1927 i Wien, var en österrikisk tonsättare. Han var bror till Johann Nepomuk Fuchs.
Fuchs var professor i harmonilära vid konservatoriet i Wien 1875-1912. Han skrev två operor, tre symfonier, en uvertyr, fem serenader för liten orkester, två mässor samt piano-, kammar- och körmusik.